# بحران در زمین‌های بیکران
بحران در زمین‌های بیکران، بحران در زمین‌های بی‌نهایت یا بحران در زمین‌های نامحدود (به انگلیسی: Crisis on Infinite Earths) کراس‌آوری (crossover) حاوی ۵ قسمت بود؛ که میان سریال‌های ارو-ورس انجام شد؛ در این کراس اور، شخصیتهای زیادی از فیلمها و سریال‌های فعلی و قدیمی دی‌سی نیز حضور داشتند.

قسمت اول در سریال سوپرگرل فصل ۵ قسمت ۹
قسمت دوم در سریال بتوومن فصل ۱ قسمت ۹
قسمت سوم در سریال فلش فصل ۶ قسمت ۹
قسمت چهارم در سریال اروو فصل ۸ قسمت ۸
قسمت پنجم در سریال افسانه های فردا فصل ۵ قسمت ۱‌

## خلاصه داستان
بعد از اتفاقات کراس اور «جهانی دیگر»، درست طبق حرف مانیتور، موجودی قدرتمند به نام آنتی مانیتور از راه می‌رسد، و شروع به محو کردن تمام زمین‌های موازی از هستی می‌کند. مانیتور قهرمان‌هایی برگزیده از جهان‌های چندگانه را گردهم جمع می‌کند. بعد از نابودی زمین ۳۸ (زمین سریال سوپرگرل) و مرگ زودهنگام الیور کویین، مانیتور فاش می‌کند، که تنها راه نجات هستی، یافتن هفت شخص برگزیده در گیتی به نام پاراگون‌ها یا نمونه کامل است. قهرمان تلاش می‌کنند تا پاراگون‌ها را پیدا کند که شامل فلش بتوومن سوپرگرل می‌شود.